# ذا سيمز 2: بون فويج
ذا سيمز2: بون فويج (بالإنجليزية: The Sims 2: Bon Voyage)‏ هي لعبة فيديو توسعة سادسة للعبة السيمز 2 تم إصدارها في 2007، تركز هذه اللعبة على الرحلات مشابهة بذلك لعبة ذا سيمز: فاكايشن. تتيح اللعبة للاعب التنزه إلى الشاطئ وإلى الغابة وإقامة مخيم فيها، بالإضافة إلى منطقة في الشرق الأقصى.